# ریباره، یاگودینا
ریباره (صربی: Ribare}} یک منطقهٔ مسکونی در صربستان است که در Pomoravlje District واقع شده‌است.
 ریباره  ۳٬۱۶۵ نفر جمعیت دارد.